# Jyddö ön
Jyddö ön (lokalt: Ön) är en ö i byn Jyddö i Föglö kommun på Åland. Den är numera genom landhöjningen sammanvuxen med ön Jyddö i norr, där byn är belägen. Bebyggelsen består av fritidshus.
Jyddö ön är cirka 2,5 kilometer i öst-västlig riktning och drygt 500 meter, ställvis mer, i nord-sydlig riktning. Den är tämligen flack, högsta toppen når ungefär 15 meter över havet.
Förr i tiden nyttjades ön som betesmark av bönderna i Jyddö. På en karta från 1770-talet anges betet som ”tämligen gott och tillräckligt”. På Ön växte också björk, al och en, som användes som brännved.
Vajerfärjan Embarsundsfärjan har sitt norra fäste på Mörholm på sydvästra delen av Jyddö ön.